# Sněžka
Sněžka ou Sniejka (em tcheco/checo:  Sněžka, "a nevada"; em polonês/polaco:  Śnieżka, em alemão:  Schneekoppe) é o ponto culminante dos montes Krkonoše nos Sudetos. Seu cume fica  1603 metros de altitude, sendo o ponto culminante da República Checa. Fica exatamente na Fronteira Polónia-República Checa.

## História
Era denominado Pahrbek Sněžný em língua checa, tendo sido depois conhecido, mais tarde Sněžovka, vindo a ter o nome oficial (checo) de Sněžka em 1823. Os significados são "coberto(a) de neve, em alemão - Schneekoppe.
O mais antigo relato histórico de uma escalada vem de 1456, por um desconhecido mercador de Veneza que buscava pedras preciosas. Pouco depois começou o povoamento das áreas ao pé da montanha com comunidades dedicadas à mineração. Ainda se encontram preservados os 1,5 km de túneis e galerias dedicados a essa atividade.
A primeira construção no local foi uma capela de São Lourenço de Huesca pela família Schaffgotsch] de 1665 a 1681. Serviu também de pousada durante algum tempo. Foram construídos Mirantes, que serviam como refúgios, no monte Sniejka, na Silésia em 1850 e na Boêmia em 1868. A pousada do norte, a do lado silesiano, foi reconstruída duas vezes por motivo de incêndios. Em 1900 foi instalada nesse pico uma Estação meteorológica, a única da região não destruída durante Segunda Guerra Mundial, a qual foi desativada e demolida nos anos 80.

## Situação hoje
O pico é dividido entre a Polónia e a República Checa, havendo apenas um letreiro indicando a fronteira, não havendo nenhuma outra instalação. Guardas fronteiriços poloneses patrulham o setor com motocicletas de quatro rodas. No lado polonês há um mirante abandonado e um hotel de forma circular datando de 1976. No lado checo estão os restos de um mirante, um posto de correios, uma estação de "Teleski" com elevador de montanha ("andarivel"), que conecta ao povoado de Pec pod Sněžkou.

## Imagens

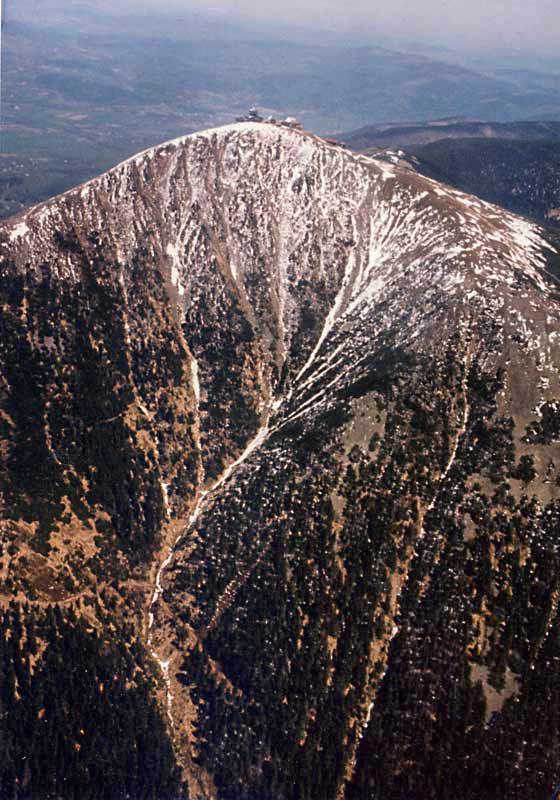
Vista aérea do Sniejka
Sniejka visto de oeste
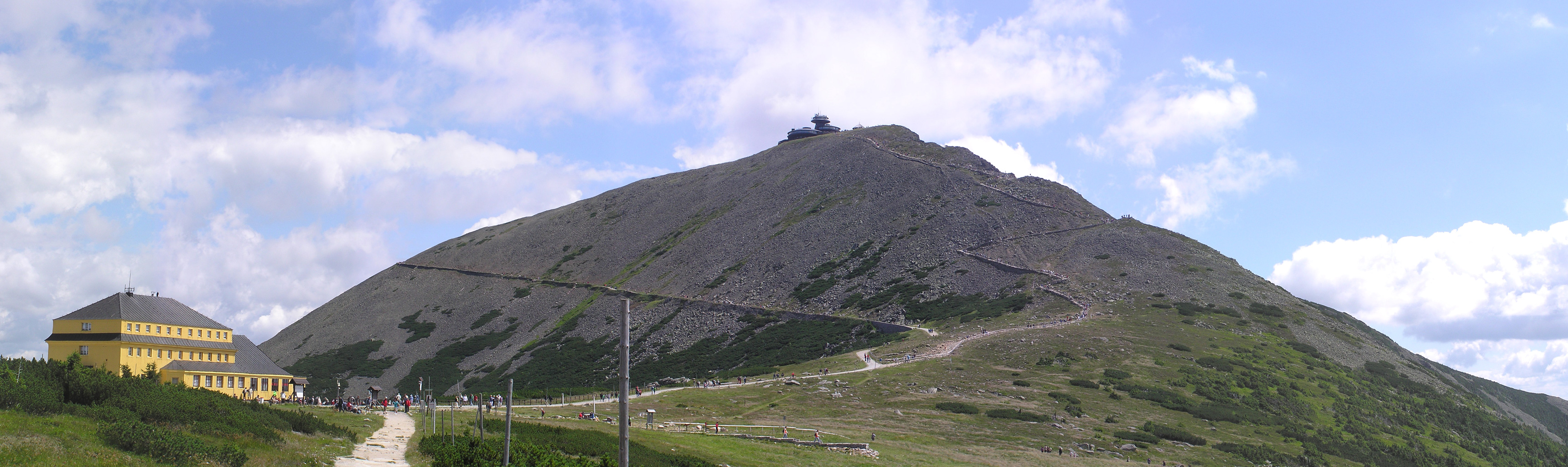
Vista panorâmica do pico Sniejka
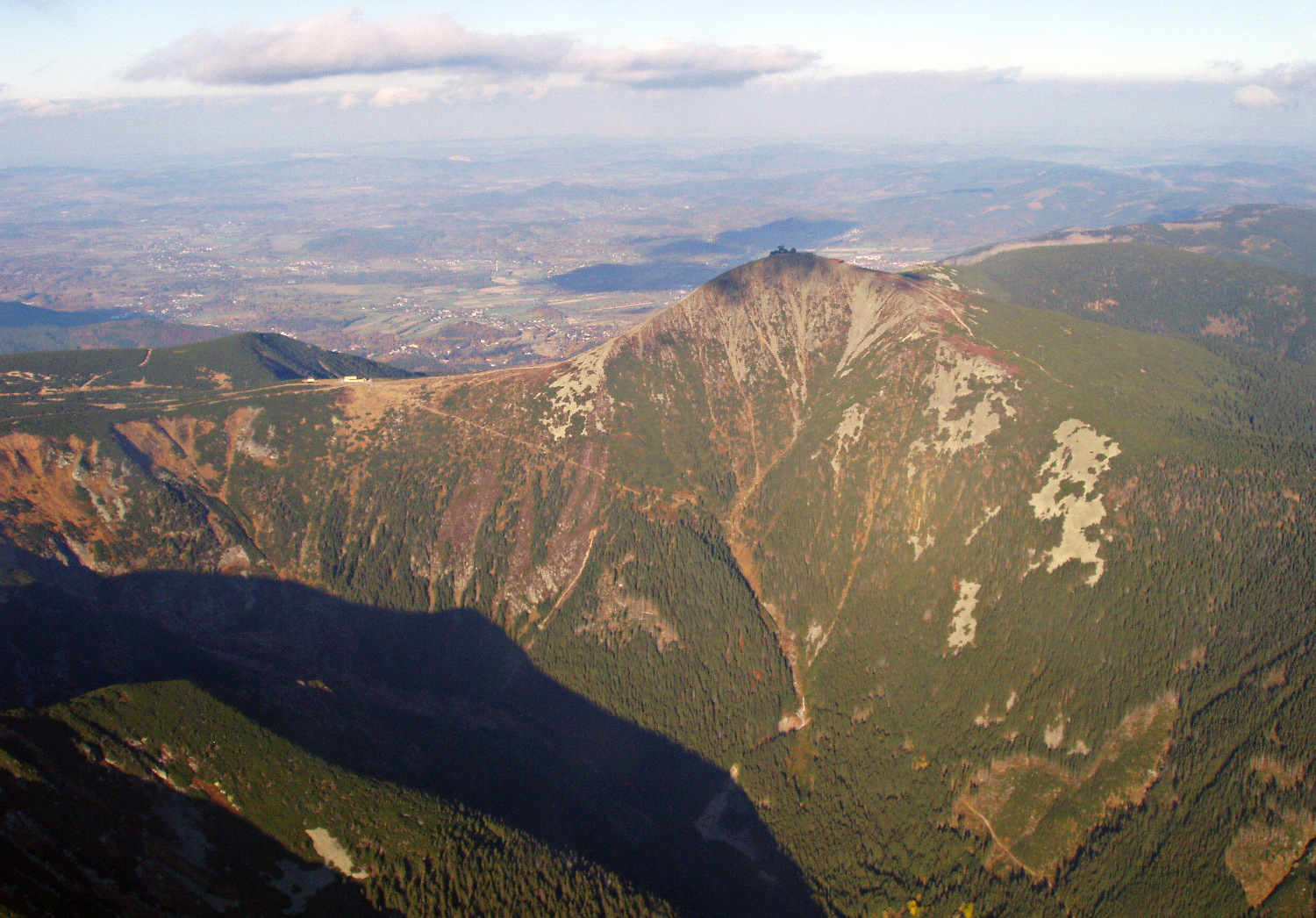
Sniejka